# Hilde
Hilde sinh năm 1935 ở Cộng hòa Nam Phi, trở thành cụ bà nổi tiếng thế giới vì đã thực hiện cú nhảy dù từ độ cao 4.000 mét ở Dubai. Sự kiện đã được thán phục bởi rất nhiều người trên khắp hành tinh, bởi đây là điều không phải bất cứ ai, thậm chí là người trẻ tuổi, cũng rất khó để có thể làm được.
Để thực hiện một sự kiện đặc biệt của đời mình, bà Hilde đã di chuyển hơn 7.000 dặm từ nơi ở của mình để tham gia cú nhảy này tại Skydive Dubai

## Kỷ lục nhảy dù ở độ tuổi 82
Năm bà Hilde 82 tuổi, bà đã tới Dubai để thăm gia đình và đi du lịch. Khi nhìn các thanh niên chơi nhảy dù, bà Hilde cũng mong ước thực hiện được điều này dù đã ở tuổi cao. "Nhìn những người trẻ nhảy dù trên bầu trời, tôi luôn ao ước mình sẽ thử sức. Đó là ước nguyện cuối cùng tôi muốn thử sức bản thân", báo điện tử Dân trí trích từ phỏng vấn của Skydive Dubai với bà Hilde. Để thực hiện mục tiêu này, cụ bà Hilde quyết định đăng ký tham gia lớp nhảy dù của một công ty chuyên nghiệp tại Dubai. Sau đó, một phi công đã hướng dẫn bà trong vài tuần, trước khi bà Hilde thực hiện cú nhảy từ máy bay ở độ cao hơn 4000m. Bà Hilde đã hạ cánh an toàn cùng người phi công. Bà Hilde chia sẻ với báo chí ở Dubai, rằng: "Điều ấn tượng nhất đó là việc tôi có thể ngắm nhìn toàn cảnh quần đảo nhân tạo hình cây cọ từ trên cao và thực hiện giấc mơ bay. Điều này tuyệt vời quá sức tưởng tượng". Vào ngay thời điểm đó, Skydive Dubai đã chia sẻ video về cuộc nhảy dù trên Instagram, thu hút hơn 9.400 lượt thích cùng hàng trăm bình luận ca ngợi sự dũng cảm của bà Hilde

## Ảnh hưởng với cộng đồng
không chỉ thu hút hàng ngàn lượt thích bởi Skydive Dubai, sự ảnh hưởng từ cú nhảy khó ở độ cao 4.000 mét ở độ tuổi 82 đã gây bất ngờ lớn. Sự dũng cảm của bà Hilde đã trở thành nguồn cảm hứng cho rất nhiều người muốn thử sức với bộ môn thể thao mạo hiểm này. Video được báo Giao thông Vận tải (Vietnam) đăng tải lại, thu hút nhiều lượt người xem bà bình luận. "Hàng vạn người thán phục khi mặc dù đã ở độ tuổi "thất thập cổ lai hy" nhưng vẫn đủ sức khỏe để nhảy dù từ độ cao 4.000 mét trên bầu trời Dubai"

## Phát biểu ấn tượng
- "Đó là điều mà tôi luôn muốn làm và là ước mơ cuối cùng trong đời tôi", bà Hilde nói trước khi thực hiện cú nhảy ngoạn mục ở độ cao 4.000 mét.
- "Điều khiến tôi ấn tượng là có thể bay và ngắm nhìn Quần đảo nhân tạo Cây cọ từ trên cao. Thật tuyệt vời"[5]